# Amadeusz z Portugalii
Amadeusz z Portugalii (ur. ok. 1420 w Ceucie; zm. 10 sierpnia 1482 w Mediolanie) – portugalski franciszkanin, reformator-założyciel odłamu amadeitów, błogosławiony Kościoła katolickiego.

## Życiorys
Amadeusz z Portugalii urodził się 1420 roku, a jego siostrą była Beatrycze z Silvy. Od 1444 roku był hieronimitą, jednak postanowił przystąpić do franciszkanów po otrzymaniu wizji ze świętym Franciszkiem. Został przyjęty do zakonu w 1452 roku, służył w Asyżu, gdzie otrzymał przydomek Portugalski lub Hiszpański, a także w Mediolanie na dworze Sforzów. Został wyświęcony na kapłana w 1459 roku. W 1469 roku założył klasztor Matki Boskiej Królowej Pokoju, jednak papież Paweł II zabronił mu oddzielać się od macierzystego zakonu, pomimo licznych naśladowców jego rozmodlenia i pokory. Gdy papieżem został jego przyjaciel kardynał della Rovere (jako Sykstus IV), wezwał Amadeusza do Rzymu. Tam błogosławiony został papieskim spowiednikiem i założył dom na wzgórzu Janikulum. Następnie udał się w drogę do Mediolanu, podczas której zachorował. Zmarł 10 sierpnia 1482 roku w opinii świętości. Założony przez niego odłam amadeitów został ostatecznie zlikwidowany w 1568 roku przez Piusa V. Natomiast ważniejszą jego spuścizną okazało się dzieło Apocalypsis nova, rodzaj dialogu ze Gabrielem Archaniołem o niemal wszystkich prawdach wiary. Jest czczony w Kościele katolickim jako błogosławiony.